# موديرن كومبات 4: زيرو آور
موديرن كومبات 4: زيرو آور (ساعة الصفر) (بالإنجليزية: Modern combat 4: Zero Hour)‏
هي لعبة فيديو من منظور الشخص الأول تم تطويرها ونشرها من قِبل شركة جيم لوفت
لأنظمة أندرويد  وآي أو أس وويندوز فون 8 وبلاك بيري بلاي بوك وبلاك بيري 10.
تعتبر اللعبة الجزء الرابع من سلسلة موديرن كومبات سبقتها لعبة موديرن كومبات 3: فالن نيشن وتبعتها لعبة موديرن كومبات 5: بلاك آوت.

## طريقة اللعب
طريقة اللعب لا تختلف كثيرا عن الاجزاء السابقة من اللعبة وهناك أيضا تشابه كبير بينها وبين سلسلة اللعاب كول أوف ديوتي

## وصلات خارجية
- موديرن كومبات 4: زيرو آور على موقع Google Play (الإنجليزية)
- موديرن كومبات 4 على متجر مايكروسوفت